# تيار استوائي شمالي

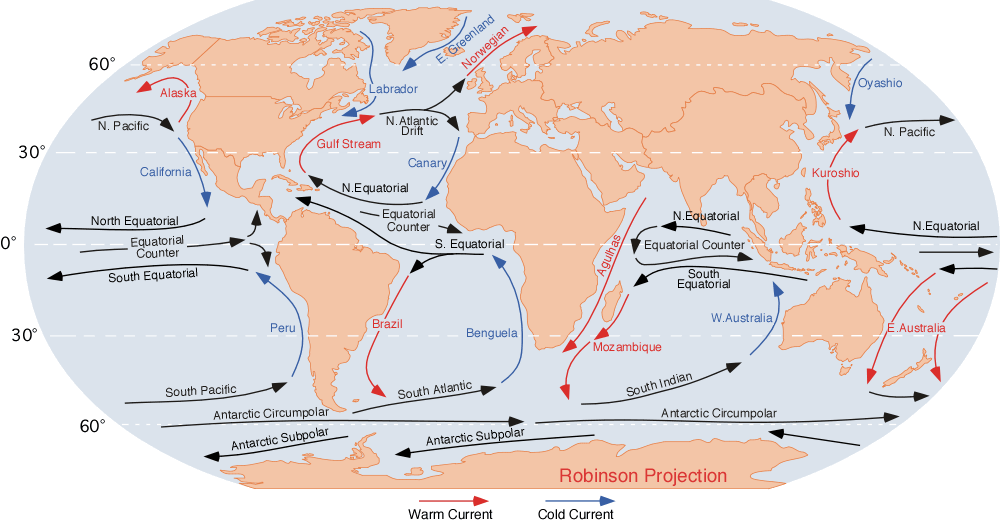
التيار الاستوائي الشمالي والتيارات المحيطية الأخرى في العالم.

التيار الاستوائي الشمالي هو تيار مائي محيطي يتدفق شمال خط الاستواء في المحيطين الهادئ والأطلسي من الشرق إلى الغرب - عند خط عرض 10 شمالاً - وفق حركة الرياح السائدة.